# Katsuaki Fujiwara
Katsuaki Fujiwara (Japans: 藤原 克昭, Fujiwara Katsuaki) (Shimonoseki, 27 maart 1975) is een Japans motorcoureur.

## Carrière
Fujiwara begon zijn motorsportcarrière in 1983. In 1987 stapte hij over naar de minibikes, waarin hij in 1989 en 1990 kampioen werd in het Japanse langeafstandskampioenschap. In 1991 debuteerde hij in het wegrace, waarin hij in 1992 samen met Haruchika Aoki kampioen werd in het langeafstandskampioenschap van de Suzuka International Racing Course. In 1993 kwam hij uit in de 250 cc-klasse van het All Japan Road Race Championship op een Aprilia en eindigde hierin als achttiende, voordat hij in 1994 derde werd.
In 1995 stapte Fujiwara binnen het Japanse kampioenschap over naar de superbike-klasse, waarin hij op een Kawasaki derde werd. Dat jaar debuteerde hij tevens in het wereldkampioenschap superbike als wildcardcoureur in de races op Sugo; in de eerste race werd hij zeventiende, terwijl hij in de tweede race een podiumplaats behaalde. In 1996 werd hij vijfde in het Japans kampioenschap superbike. Ook maakte hij dat jaar zijn debuut in de 500 cc-klasse van het wereldkampioenschap wegrace op een Suzuki in de races in Maleisië en Japan, maar kwam hierin niet aan de finish. Ook reed hij wederom in de WK superbike-races in Sugo en eindigde tweemaal als zestiende.
In 1997 werd Fujiwara tweede in het Japans kampioenschap superbike op een Suzuki en reed hij in de WK superbike-races op Sugo, waarin hij achtste en vijfde werd. In 1998 stapte hij uit het Japans kampioenschap en reed hij weinig races, alhoewel hij nog wel deelnam aan de 8 uur van Suzuka naast Nobuatsu Aoki. Ook keerde hij dat jaar terug in het WK 500 cc. Hij stond ingeschreven voor het volledige seizoen, maar hij reed slechts drie races in Tsjechië, Imola en Catalonië. Hij scoorde geen punten en een zestiende plaats in Imola was zijn beste klassering.
In 1999 reed Fujiwara zijn eerste volledige seizoen in het WK Superbike op een Suzuki. Een zesde plaats in Nürburg was zijn beste resultaat en hij werd met 119 punten negende in het kampioenschap. In 2000 behaalde hij een podiumplaats op Misano en werd met 151 punten opnieuw negende in het kampioenschap. In 2001 stapte hij over naar het wereldkampioenschap Supersport, waarin hij opnieuw voor Suzuki reed. Hij behaalde een podiumplaats op Assen en twee vierde plaatsen op Valencia en Brands Hatch waren zijn beste klasseringen in de race. Met 58 punten werd hij twaalfde in het klassement.
In 2002 bleef Fujiwara actief in het WK Supersport voor Suzuki. In zijn thuisrace op Sugo behaalde hij zijn eerste podiumplaats, terwijl hij in Lausitz zijn eerste overwinning boekte. Vervolgens won hij nog twee races op Brands Hatch en Imola. Met 181 punten werd hij tweede in de eindstand, vijf punten achter Fabien Foret. In 2003 won hij de seizoensopener in Valencia en stond hij in de resterende races nog viermaal op het podium. Met 119 punten werd hij vijfde in het klassement. In 2004 behaalde hij enkel een podiumplaats in de eerste race in Valencia, waardoor hij met 55 punten afzakte naar de tiende plaats in het kampioenschap.
In 2005 stapte Fujiwara binnen het WK Supersport over naar een Honda. Hij won direct de eerste race in Valencia en voegde hier op Monza een tweede zege aan toe. Met 149 punten werd hij achter Sébastien Charpentier en Kevin Curtain derde in de eindstand. In 2006 behaalde hij opnieuw een podiumfinish in Valencia, maar moest hij door diverse blessures vier races missen. Met 39 punten werd hij dertiende in het kampioenschap. In 2007 reed hij weer alle races en behaalde hij drie podiumplaatsen op Losail, Donington en Silverstone. Hij scoorde 101 punten, waardoor hij achter Kenan Sofuoğlu, Broc Parkes en Fabien Foret vierde werd in het klassement.
In 2008 reed Fujiwara in het WK Supersport op een Kawasaki. Hij kende een lastig seizoen, waarin twee elfde plaatsen in Valencia en Nürburg zijn beste klasseringen waren. Met 18 punten eindigde hij op plaats 22 in de rangschikking. In 2009 was een vierde plaats in Brno zijn beste resultaat en werd hij met 73 punten tiende in de eindstand. In 2010 behaalde hij drie vijfde plaatsen op Monza, Brno en Imola en werd hij met 81 punten wederom tiende in de eindstand.
Vanaf 2011 is Fujiwara actief als testcoureur van Kawasaki in het WK Supersport. Ook reed hij voor dit merk in de Supersport-klasse van het Asia Road Racing Championship, waarin hij in zijn eerste jaar direct kampioen werd. In 2012 en 2013 werd hij tweede in het kampioenschap, respectievelijk achter Ryuichi Kiyonari en Azlan Shah. In 2014 eindigde hij in deze klasse als derde. Dit was zijn laatste jaar als motorcoureur, waarna hij aan de slag ging als talentenscout voor Kawasaki.